# SBT Bragança
Sistema Bragantino de Televisão ou SBT Bragança é uma emissora de televisão brasileira sediada em Bragança, cidade do estado do Pará. Opera no canal 26 UHF digital e é afiliada ao SBT.

## História
A emissora foi fundada em 2016 após a compra da concessão da antiga emissora da Rede de Televisão Paraense que se denominava TV Bragança pelo Pr. Valdolino Gaspar.

## Sinal digital
| Canal virtual | Canal digital | Resolução de tela | Programação                                 |
| ------------- | ------------- | ----------------- | ------------------------------------------- |
| 4.1           | 26 UHF        | 1080i             | Programação principal do SBT Bragança / SBT |

A emissora iniciou suas transmissões digitais em 8 de janeiro de 2018 pelo canal 26 UHF, e é a primeira e única emissora de televisão do município a ter transmissão digital.
Transição para o sinal digital
A emissora encerrou as transmissões analógicas pelo canal 4 VHF em setembro de 2020.

## Programação
Além de retransmitir a programação nacional do SBT, o SBT Bragança produz os seguintes programas:
- Alerta Cidade
- Primeiro Impacto Bragança
- Jornal do SBT Bragança

A programação do canal também é composta pelos jornais da programação estadual do SBT Pará.